# Smithton (Pennsilvània)
Smithton és una població dels Estats Units a l'estat de Pennsilvània. Segons el cens del 2000 tenia 444 habitants.

## Demografia
Segons el cens del 2000, Smithton tenia 444 habitants, 188 habitatges, i 124 famílies. La densitat de població era de 1.428,6 habitants/km².
Dels 188 habitatges en un 29,3% hi vivien nens de menys de 18 anys, en un 52,1% hi vivien parelles casades, en un 11,7% dones solteres, i en un 34% no eren unitats familiars. En el 30,9% dels habitatges hi vivien persones soles el 17% de les quals corresponia a persones de 65 anys o més que vivien soles. El nombre mitjà de persones vivint en cada habitatge era de 2,36 i el nombre mitjà de persones que vivien en cada família era de 2,94.
Per edats la població es repartia de la següent manera: un 24,3% tenia menys de 18 anys, un 6,1% entre 18 i 24, un 26,4% entre 25 i 44, un 24,1% de 45 a 60 i un 19,1% 65 anys o més.
L'edat mediana era de 39 anys. Per cada 100 dones de 18 o més anys hi havia 86,7 homes.
La renda mediana per habitatge era de 28.854$ i la renda mediana per família de 36.250$. Els homes tenien una renda mediana de 26.667$ mentre que les dones 23.056$. La renda per capita de la població era de 16.715$. Entorn del 7,1% de les famílies i el 14,6% de la població estaven per davall del llindar de pobresa.

## Poblacions més properes
El següent diagrama mostra les poblacions més properes.